# Pressana
Pressana település Olaszországban, Veneto régióban, Verona megyében. Lakosainak száma 2474 fő (2023. január 1.). Pressana Cologna Veneta, Minerbe, Veronella, Roveredo di Gua és Montagnana községekkel határos.

## Népesség
A település népességének változása:
| Lakosok száma | 2528 | 2535 | 2474 |
|               | 2017 | 2018 | 2023 |